# Matej Gnezda
Matej Gnezda (né le 12 janvier 1979) est un coureur cycliste slovène.

## Palmarès
- 2000
  - 3e du championnat de Slovénie sur route espoirs
- 2006
  - 3e du championnat de Slovénie du contre-la-montre
- 2007
  - Banja Luka-Belgrade I
  - Memorial Stjepan Grgac
- 2008
  - 2e de Banja Luka-Belgrade II
- 2009
  - Vipava - Nanos
- 2010
  - Trofej Plava Laguna 1
  - GP Kranj
  - 2e du championnat de Slovénie sur route
  - 2e du Trofeo Zssdi
- 2012
  - 2e du Poreč Trophy

## Classements mondiaux
| Année           | 2005 | 2006  | 2007 | 2008 | 2009 | 2010 | 2011 | 2012 |
| --------------- | ---- | ----- | ---- | ---- | ---- | ---- | ---- | ---- |
| UCI Europe Tour | 940e | 1332e | 229e | 251e | 937e | 46e  | 451e | 186e |